# Ōkuma Tomohide
Pour les articles homonymes, voir Okuma (homonymie).
Ōkuma Tomohide est un nom japonais traditionnel ; le nom de famille (ou le nom d'école), Ōkuma, précède donc le prénom (ou le nom d'artiste).
Ōkuma Tomohide (大熊朝秀, 1517-3 avril 1582) est un samouraï de l'époque Sengoku. Il est au service du clan Uesugi mais, plus tard, il change d'allégeance et devient vassal du clan Takeda de la province de Kai. Il meurt avec Takeda Katsuyori à la bataille de Temmokuzan.
Les descendants de Tomohide deviennent karō (conseillers principaux) du clan Sanada.

## Source de la traduction
- (en) Cet article est partiellement ou en totalité issu de l’article de Wikipédia en anglais intitulé « Ōkuma Tomohide » (voir la liste des auteurs).